# Puente de Varyanauli
El puente de Varjanauli (en georgiano: ვარჯანაულის ხიდიes) es un puente de arco de piedra ubicado en Georgia. Está inscrito en la lista de los Monumentos culturales inamovibles de importancia nacional de Georgia.

## Ubicación
El puente de Varjanauli se encuentra en el pueblo del mismo nombre, a unos 20 km al este de Kobuleti, en el valle del río Kintrishi, en el suroeste de la República Autónoma de Ayaria, Georgia. Es bastante grande y ancho, con un prominente contorno semicircular. Está construido con bloques de piedra tallada, piedras en bruto y mortero.

## Diseño
Las dovelas a ambos lados están hechas de piedra tallada y mortero de cal, dispuestas en modo vertical. El arco y los lados del puente están "acesados" con bloques de piedra pulidos. El puente descansa sobre pilares cortados en la roca en ambas orillas. 
Significativamente, las piedras designadas para la cara inferior del arco están empacadas simétricamente con las dovelas, de modo que el arco se parece a un monolito. Se caracteriza por su construcción ligera y proporciones sofisticadas. Está inscrito orgánicamente en el medio ambiente y deja una impresión indeleble en quien lo mira. 
La longitud horizontal del puente entre los pilares es de 14.6 m, la calzada 28.1 m; ancho en la parte media 2,6 m, cerca de los pilares 3,5 m, altura desde el nivel del agua al arco 7,9 m y hasta la parte superior del arco 8,6 m. El tamaño de los orificios para la forma de arco es de 0.36 x 42 m y 0.38 x 0.32 m. Los trabajos de conservación se llevaron a cabo en 2008.
Fue incluido entre los monumentos culturales inamovibles de importancia nacional de Georgia en 2006.